# NGC 7479
NGC 7479 (ou Caldwell 44) est une galaxie spirale barrée de grand style située dans la constellation de Pégase. Sa vitesse par rapport au fond diffus cosmologique est de 2 007 ± 26 km/s, ce qui correspond à une distance de Hubble de 29,6 ± 2,1 Mpc (∼96,5 millions d'al). NGC 7479 a été découverte par l'astronome germano-britannique William Herschel en 1784.
La classe de luminosité de NGC 7479 est III et elle présente une large raie HI. De plus, elle est aussi une galaxie active de type Seyfert 2 et une galaxie LINER, c'est-à-dire une galaxie dont le noyau présente un spectre d'émission caractérisé par de larges raies d'atomes faiblement ionisés. La luminosité de la NGC 7479 dans l'infrarouge lointain (de 40 à 400 µm) est égale à 3,80 × 1010 {\displaystyle L_{\odot }} (1010,58{\displaystyle L_{\odot }}) et sa luminosité totale dans l'infrarouge (de 8 à 1 000 µm) est de 6,17 × 1010 {\displaystyle L_{\odot }} (1010,79{\displaystyle L_{\odot }}).
Selon la base de données NASA/IPAC, NGC 7479 est une galaxie du champ, c'est-à-dire qu'elle n'appartient pas à un amas ou un groupe et qu'elle est donc gravitationnellement isolée.
À ce jour, 13 mesures non basées sur le décalage vers le rouge (redshift) donnent une distance de 28,285 ± 6,103 Mpc (∼92,3 millions d'al), ce qui est à l'intérieur des valeurs de la distance de Hubble.

## Caractéristiques

### Morphologie

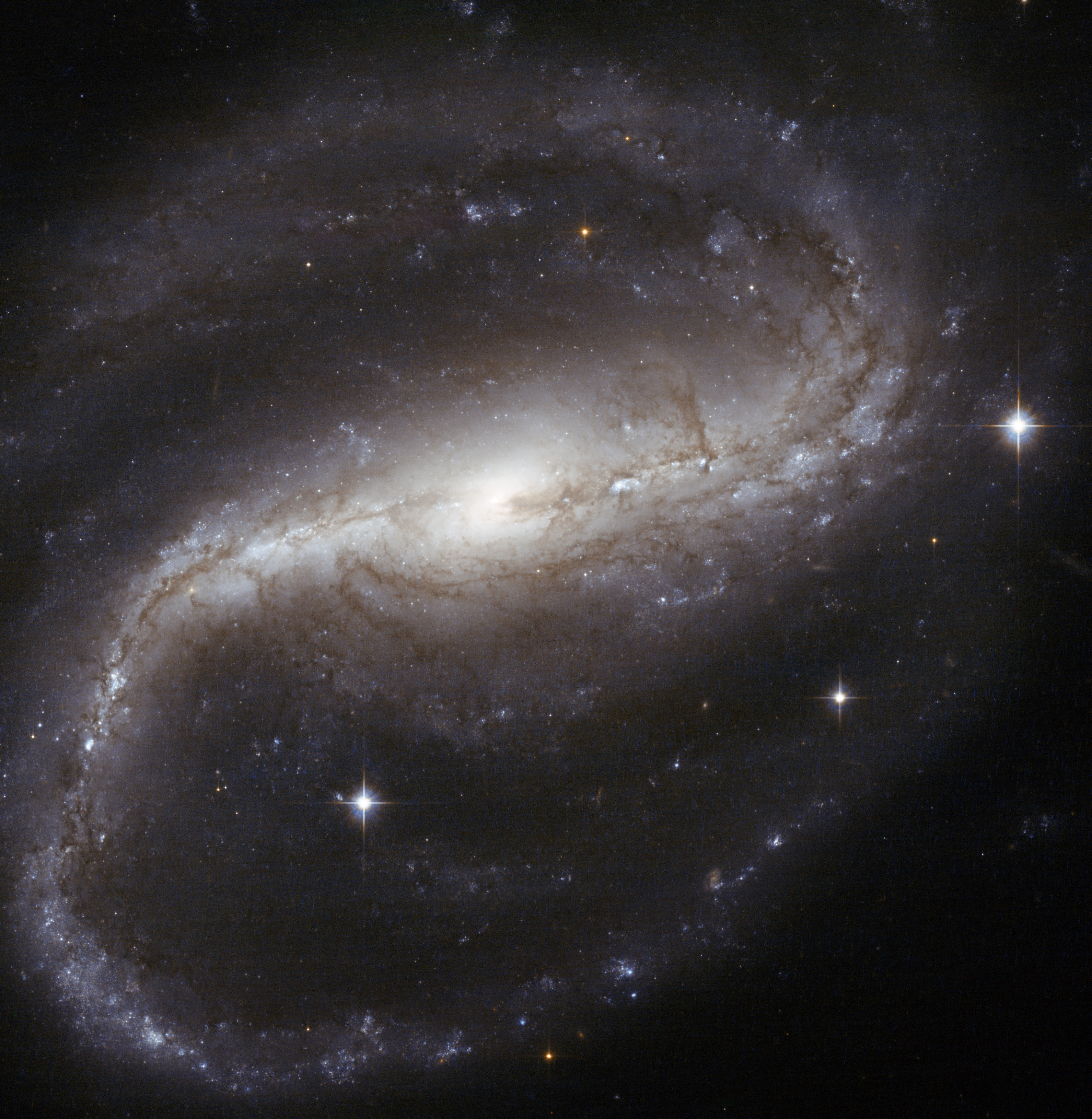
La galaxie NGC 7479 imagée par le télescope spatial Hubble.

Eskridge, Frogel et Pogge ont publié un article en 2002 décrivant la morphologie de 205 galaxies spirales ou lenticulaires rapprochées. Les observations ont été réalisées dans la bande H de l'infrarouge et dans la bande B (le bleu). Selon Eskridge et ses collègues, NGC 7479 est de type SBbc dans la bande B et (R)SBbc dans la bande H. 
NGC 7479 est traversée par une barre solide et fine, à un angle de position légèrement incliné par rapport au grand axe du bulbe. La barre est près de la direction N–S. Le bulbe est elliptique. Les bras émergent des extrémités de la barre, mais ils ne sont pas perpendiculaires à celle-ci. Le bras sud commence à l'extrémité de la barre par un pli prononcé vers l'ouest. Deuxième pli vers le nord, puis une courbe douce jusqu'à ce que le bras s'estompe après environ 180°. Le bras nord émerge de la barre et se courbe doucement vers le sud. Il s'estompe également après environ 180°. Les bras semblent former un pseudo-anneau décentré. Le bras sud est plus ouvert que le bras nord et, en conséquence, le renflement est à l'est du centre du pseudo-anneau.

### Trou noir supermassif
Selon les auteurs d'un article publié en 2012, la masse du trou noir supermassif au centre de NGC 7479 est de 48 millions de {\displaystyle M_{\odot }}. La connaissance de sa masse et de son taux d'accrétion permet d'estimer le taux de formation d'étoiles dans la région centrale des galaxies de type Seyfert. Ce taux pour cette galaxie serait à l'intérieur et à l'extérieur d'un rayon de 1 kpc respectivement de 0,32 {\displaystyle M_{\odot }}/an et de 1,7 {\displaystyle M_{\odot }}/an.

### Jet radio
NGC 7479 abrite en son centre un jet radio due à l'activité de son trou noir supermassif. Sa longueur de projection est d'environ 12 kpc (∼39 100 al) et il possède la particularité de se courber dans le sens inverse par rapport à celui de rotation de sa galaxie hôte. On pense que son étrange rotation arrière pourrait être lié à une ancienne fusion de galaxies entre NGC 7479 et une galaxie plus petite. Cette hypothèse pourrait de plus expliquer le taux de formation d'étoiles relativement élevé de NGC 7479,.

## Supernova
Deux supernovas ont été observées dans NGC 7479 : SN 1990U et SN 2009jf.

### SN 1990U
Cette supernova a été découverte le 27 juillet 1990 par C. Pennypacker, S. Perlmutter et H. Marvin. D'une magnitude apparente de 16 au moment de sa découverte, elle était de type Ic. Elle s'est produite au sein d'une possible région HII, située à environ 22" à l'ouest et 54" au sud du noyau de NGC 7479.

### SN 2009jf
Cette supernova a été découverte le 27 septembre 2009 par W. Li, S. B. Cenko et A. V. Filippenko de l'université de Californie à Berkeley, dans le cadre du programme LOSS (Lick Observatory Supernova Search) de l'observatoire Lick. D'une magnitude apparente de 18 au moment de sa découverte, elle était de type Ib. 
Un étude publiée en 2011 suggère que l'étoile progénitrice était auparavant une étoile massive, d'une masse comprise entre 20 et 30 M☉.

## Observations (amateurs)

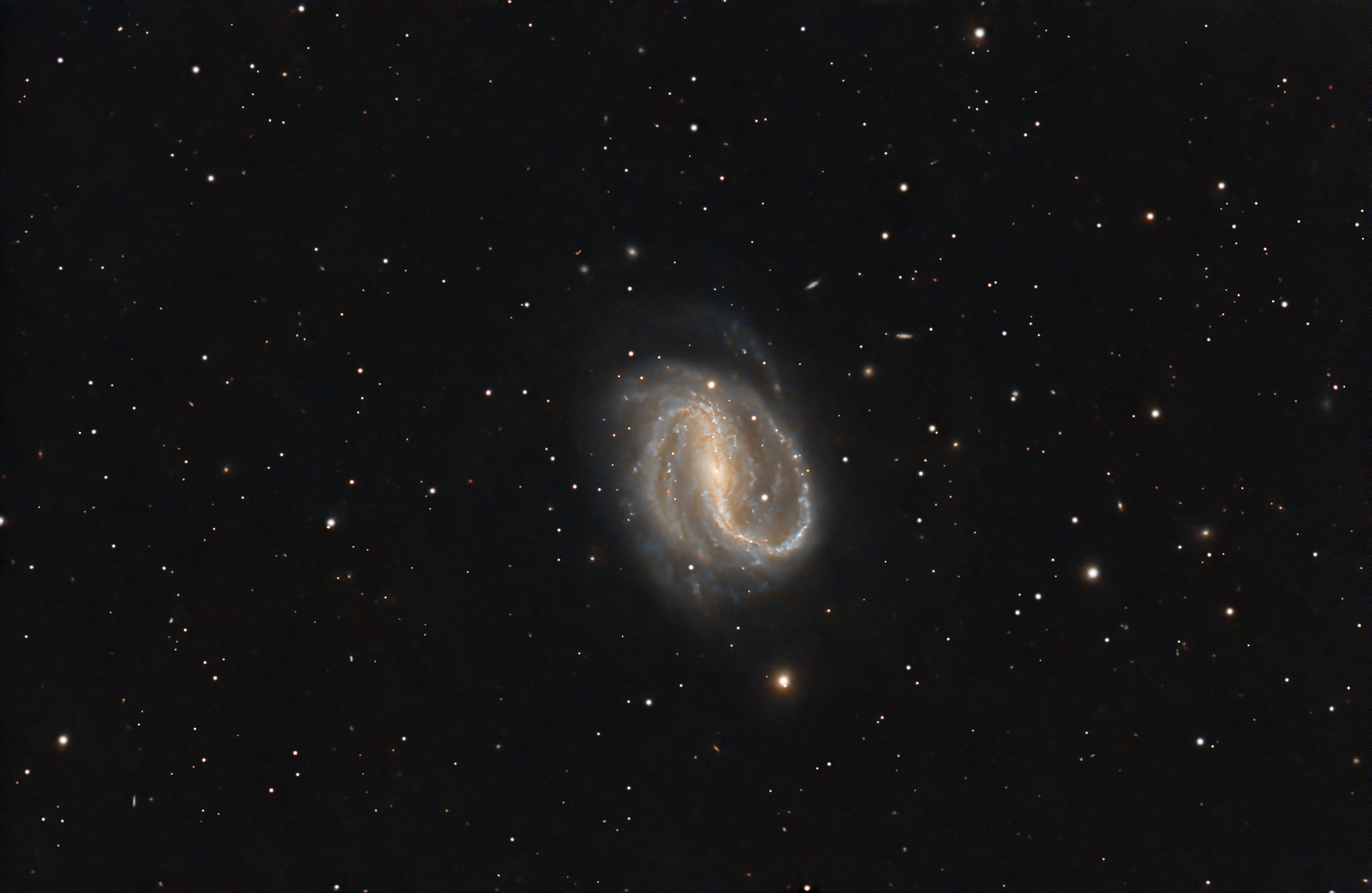
Large vue de NGC 7479 imagée par Juan Lacruz de l'observatoire J878 La Cañada à Ávila en Espagne.

D'une magnitude apparente égale à 10,9, NGC 7479 peut être distinguer dans un télescope dont l'ouverture est d'au moins 150 mm. La galaxie se repère aisément au sud d'Alpha Pegasi (Markab).
Du fait de l'aspect particulier de ses bras spiraux, NGC 7479 est parfois surnommée la « galaxie de l'hélice » ou « superman » par les astronomes amateurs,.

## Galerie

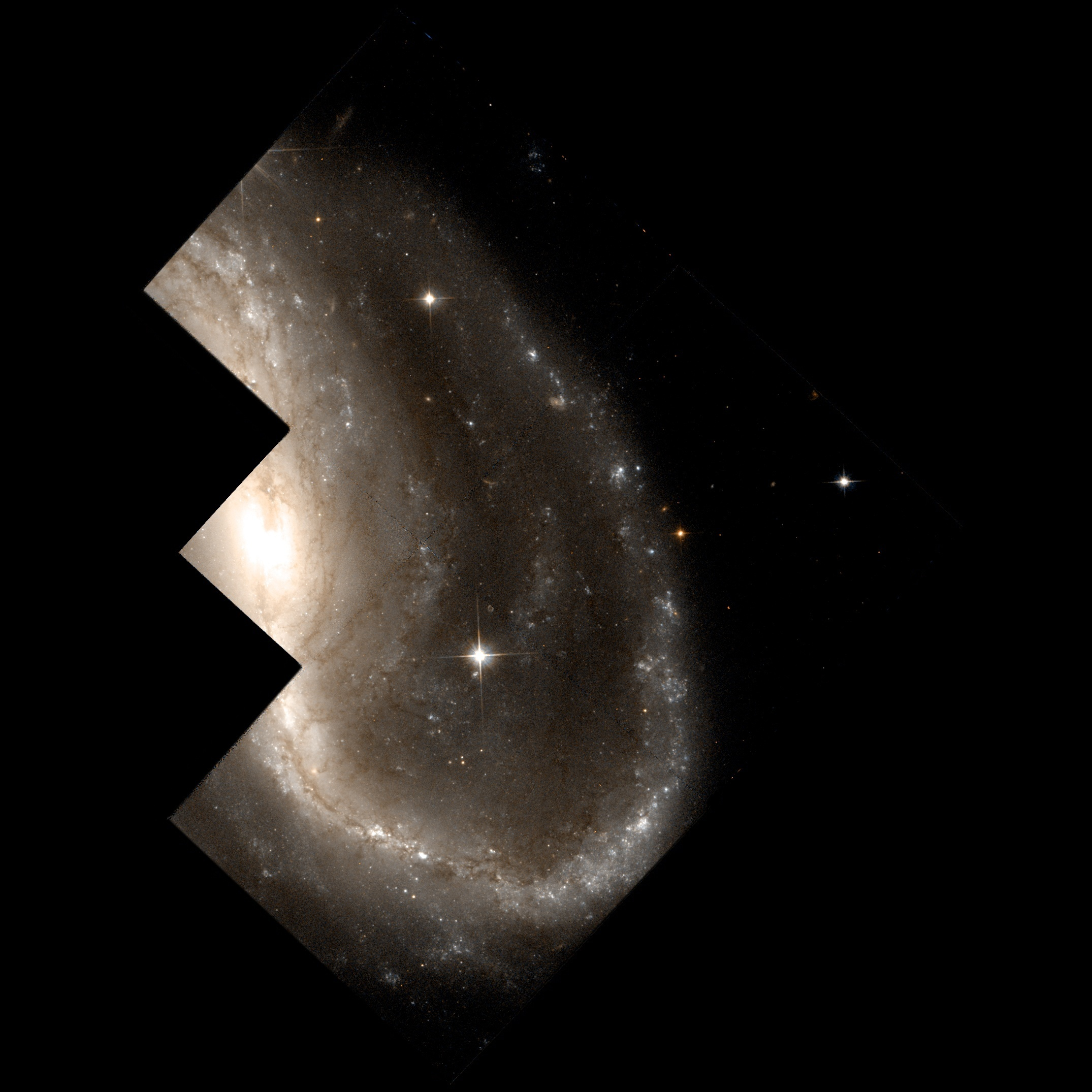
Autre version de NGC 7479 par le télescope Hubble.
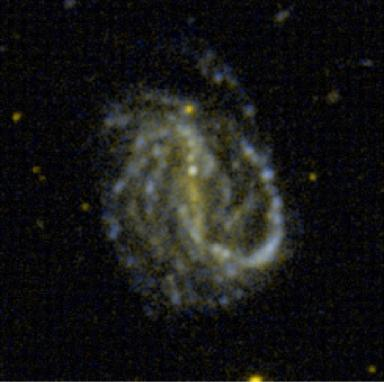
NGC 7479 imagée dans l'ultraviolet par le télescope spatial GALEX.